# Elli Smula
Elli Smula (Berlín, 10 de octubre de 1914 - Ravensbrück, 8 de julio de 1943) fue una revisora que, denunciada por lesbianismo, murió en el campo de concentración de Ravensbrück en circunstancias desconocidas. En los estudios biográficos sobre la homosexualidad durante el nazismo, su destino está documentado desde la década de 1990. Desde noviembre de 2015, un Stolperstein en Berlín recuerda a la revisora.

## Biografía
Elli Smula era la hija ilegítima de la empleada de hogar Martha Smula. Tenía un hermano, tres años mayor. El padre de ambos niños murió durante la I Guerra Mundial como soldado. Elli Smula no tenía ninguna formación y era una simple trabajadora. El 23 de julio de 1940 fue contratada como revisora de tranvía en la Berliner Verkehrsgesellschaft (BVG), en la terminal de tranvías de la Elsenstraße. En septiembre de 1940 fue detenida por la Gestapo en su puesto de trabajo. Fue llevada a la cárcel en el Alexanderplatz e interrogada en varias ocasiones en el cuartel general de la Gestapo, antes de que el 30 de noviembre de 1940 fuese deportada al campo de concentración para mujeres de Ravensbrück.
Su empresa, el BVG, la había denunciado después de recibir un chivatazo que afirmaba que Smula era lesbiana, que había realizado fiestas con su compañera Margarete Rosenberg y que había llegado tarde al trabajo. El BVG además le echó en cara haber perturbado el funcionamiento de los tranvías. En una nota de la oficina de la Gestapo IV B 1 c del 26 de septiembre de 1940, se puede leer sobre Smula y otras de sus colegas lo siguiente:

Bei der BVG wurde darüber Klage geführt, daß auf dem Straßenbahnhof in Treptow einige Straßenbahnschaffnerinnen angestellt seien, die regen Verkehr mit Kameradinnen ihres Betriebes in lesbischer Hinsicht unterhalten. So wurde behauptet, daß sie Arbeitskameradinnen mit in die Wohnung nehmen, sie unter Alkohol setzen und dann mit ihnen gleichgeschlechtlich verkehren. Am nächsten Tage seien die Frauen dann nicht in der Lage gewesen, ihren Dienst zu versehen. Dadurch wurde der Betrieb des Straßenbahnhofs Treptow stark gefährdet.
El BGV ha denunciado que, en la estación de Treptow, están empleadas algunas revisoras de tranvía que tienen relaciones de carácter lésbico con las compañeras de trabajo. Así, se ha afirmado que llevan a su vivienda a las compañeras de trabajo, las emborrachan y luego tienen relaciones sexuales de tipo homosexual con ellas. Al día siguiente las mujeres no estaban en condiciones de realizar su servicio. Por esta razón, el servicio de tranvía en la estación de Treptow se vio en peligro grave.

En las actas del Campo de concentración de Ravensbrück aparece el motivo de detención como «político» y «lésbico». Las lesbianas, al contrario que los homosexuales masculinos, no estaban condenadas por el artículo 175 del código penal alemán; por lo tanto, el sexo y las formas de vida lésbicas no eran ilegales y no estaban penadas. Sin embargo, como no eran deseadas, en el caso de Smula se empleó la «retención preventiva» y se la colocó entre los presos políticos.
De una nota a su madre se desprende que Elli Smula probablemente murió en el Campo de concentración de Ravensbrück el 8 de julio de 1943. Las circunstancias de su muerte son desconocidas. Probablemente, murió de hambre o de una enfermedad provocada por las penosas condiciones del campo. La superviviente Martha van Och-Soboll (1910–2001), que también estuvo detenida en Ravensbrück, declaró tras la guerra que Elli Smula haría fallecido ya en 1942 de una inyección de la médico del campo, Herta Oberheuser.

## Memoria
Desde noviembre de 2015 un Stolperstein en la Singerstraße, №1, en Berlin-Centro, recuerda a Elli Smula.